# Hospital de Santa María de Convalecientes
El Hospital de Santa María de Convalecientes fue una institución fundada en la villa de Cuéllar (Segovia) en 1607 por Francisco Velázquez de Bazán (yerno de Gómez de Rojas y Velázquez, conquistador en el Perú), y tuvo como fin el de albergar a los enfermos convalecientes, que estaban excluidos en el resto de hospitales de Cuéllar: el de La Cruz, el de Santa María Magdalena y el de San Lázaro.
El hospital fue fundado en el testamento otorgado por Francisco Velázquez de Bazán en 1607, y fue instalado en su propia casa, que ubicada en la parroquia de Santiago había heredado de su madre y pertenecido durante siglos a la familia Bazán. La fundación obedeció a motivos familiares, y fue llevada a cabo con el patrimonio heredado del mayorazgo sus tíos Gómez y Juan Velázquez, instituido en 1575, y que una de sus cláusulas dictaminaba que llegado el caso de que el poseedor no tuviese descendencia, lo destinase a obras sociales. Dictaminó sus estatutos y nombró por patronos al corregidor de la villa, a los regidores de los hijosdalgo (elegidos en la Casa de los Linajes de Cuéllar, a la cual perteneció) y un regidor del estado llano, quienes debían velar por la economía del hospital y bienestar de los enfermos.
El edificio fue demolido en el siglo XX para levantar un centro cultural, y el único resto que se conserva del mismo es una piedra testimonial de la renovación del hospital llevada a cabo en 1795, que se conserva en el mismo lugar en el que se levantó. La piedra dispone de la siguiente inscripción:

REINANDO EL SEÑOR D. CARLOS IV SE REEDIFICO / ESTE HOSPITAL DE COMBALECIENTES FUNDADO POR / D. FRNCO. VELAZQZ. DE BAZAN DE MANDATO DE LA JUSTICIA / Y REGIMIENTO DE ESTA V[ILLA] SUS PATRONOS CON LA ASISTENCIA DE / LOS SS. DN. PEDRO GUZMAN Y DN. PEDRO ALCANTARA DE BURGOS. ANO MDCCXCV.